# Quinctii
Légende :
♦Patricien, ♦Plébéien, ♦Consulaire, ♦Sénatorial, ♦Équestre
Gens et Liste des gentes romaines
Les Quinctii sont les membres de la gens Quinctia, une des familles patriciennes de la Rome antique.
Selon Tite-Live, les premiers Quinctii sont originaires d'Albe-la-Longue. Ils apparaissent pour la première fois, selon la littérature classique, sous le règne de Tarquin l'Ancien. Les principaux membres portent les cognomina de Capitolinus, Cincinnatus et Flamininus.
Lors des premiers temps de la République romaine, les membres de cette famille jouissent d'un grand prestige grâce aux exploits de Lucius Quinctius Cincinnatus et de Titus Quinctius Capitolinus Barbatus. Les autres membres demeurent méconnus et cette famille est considérée comme mineure sur l'échiquier politique de la Rome royale et républicaine. Ses valeurs restent ancrées dans le culte héroïque voué à Cincinnatus.

## Principaux membres

### Sous la République

#### Quinctii Patriciens
- Lucius Quinctius, (v.-565 - ?);
  - Lucius Quinctius, (v.-540 - ?);
    - Lucius Quinctius Cincinnatus, (v.-520 - ap.-439), consul suffect en 460 av. J.-C. et dictateur en 458 et 439 av. J.-C.;
      - Cæso Quinctius, (v.-490 - v.-460), exilé en 461 av. J.-C.
      - Lucius Quinctius Cincinnatus, (v.-480 - ap.-420), tribun consulaire en 438, 425 et 420 av. J.-C. et maître de cavalerie en 437 av. J.-C.
        - Lucius Quinctius Cincinnatus Capitolinus, (v.-430 - ap.-377), tribun consulaire en 386, 385 et 377 av. J.-C.
        - Caius Quinctius Cincinnatus, (v.-425 - ap.-377), tribun consulaire en 377 av. J.-C.

      - Titus Quinctius Poenus Cincinnatus, (v.-470 - ap.-420), consul en 431 et 428 av. J.-C. et tribun consulaire en 426 av. J.-C.
        - Titus Quinctius Cincinnatus Capitolinus, (v.-430 - ap.-380), tribun consulaire en 388, 385 et 384 av. J.-C., maître de cavalerie en 385 av. J.-C. et dictateur en 380 av. J.-C.
          - Titus Quinctius Cincinnatus Capitolinus, (v.-410 - ap.-367), tribun consulaire en 368 av. J.-C. et maître de cavalerie en 367 av. J.-C.
          - Titus Quinctius Poenus Capitolinus Crispinus, (v.-405 - ap.-334), dictateur en 361 av. J.-C., maître de cavalerie en 360 av. J.-C. et consul en 354 et 351 av. J.-C.
          - Cnaeus Quinctius Capitolinus, (v.-400 - ap.-331), édile en 366 av. J.-C., Dictateur en -331;
            - ? Lucius Quinctius, (v.-350 - ap.-326), tribun militaire en -326;
              - ? Caius Quinctius Claudus, (v.-310 - ap.-271), consul en 271 av. J.-C.;
                - Lucius Quinctius, (v.-290 - ?);
                  - ? Lucius Quinctius Crispinus, (v.-270 - ?);
                    - Titus Quinctius Crispinus, (v.-250 - -208), consul en 208 av. J.-C.
                      - Lucius Quinctius Crispinus, (v.-222 - ap.-183), préteur en -186;
                        - ? Quinctius, (v.-180 - ap.-143), proconsul d'Hispanie Ultérieur en -143;
                          - ? (Quinctius Crispinus), (v.-150 - ?);
                            - ? (Quinctius Crispinus), (v.-120 - ?)
                              - ? Titus (Quinctius) Crispinus, (v.-90 - ap.-69), questeur avant -69;
                                - Titus (Quinctius Crispinus), (v.-60 - ?);
                                  - Titus Quinctius Crispinus Sulpicianus, (v.-45 - 2), consul en -9, fils adoptif du précédent?;
                                    - ? Quinctius Cincinatus, (v.-5 - v.40);

                                  - Titus Quinctius Crispinus Valerianus, (v.-34 - ap.27), consul suffect en 2;

                                - ? (Quinctia) Crispina, épouse de Marcus Iunius Silanus;

                  - Titus Quintius Flamininus, (v.-260 - ?);
                    - Lucius Quinctius Flamininus, (v.-230 - -170), consul en 192 av. J.-C.
                    - Titus Quinctius Flamininus, (v.-229/8 - -174), consul en 198 av. J.-C. et censeur en 189 av. J.-C.
                      - Titus Quinctius Flamininus, (v.-193 - ap.-150), consul en 150 av. J.-C.
                        - Titus Quinctius Flamininus, (v.-166 - v.-96), consul en 123 av. J.-C.;
                          - Titus Q(uinctius Flamininus), (v.-145 - ap.-126), triumvir monétaire v. -126;

                  - Kaeso Quinctius Flamininus, (v.-250 - ap.-217), IIvir aedibus locandis
                    - ? Caeso Quinctius Flamininus, (v.-215 - ap.-177), préteur en -177;

      - Quintus Quinctius Cincinnatus, (v.-460 - ap.-405), tribun consulaire en 415 et 405 av. J.-C.
        - Quintus Quinctius Cincinnatus, (v.-410 - ap.-369), tribun consulaire en 369 av. J.-C.

    - Titus Quinctius Capitolinus Barbatus, (v.-510 - ap.-423), consul en 471, 468, 465, 446, 443 et 439 av. J.-C.;
      - Titus Quinctius Capitolinus Barbatus, (v.-460 - ap.-405), consul en 421 av. J.-C. et tribun consulaire en 405 av. J.-C.

#### Quinctii Plébéiens
- Decimus Quinctius, (v.-250 - -210), praefectus en -210;
- Titus Quinctius Atta, poète, mort en -77;
- Lucius Quinctius, (v.-124 - ap.-51), tribun de la plèbe en -74, préteur en -68;
- Lucius Quintius, (v.-90 - ap.-43), sénateur romain proscrit en -43;
  - Quintia, (v.-65), épouse de Caius Asinius Pollio;
- Marcus (Quintius);
  - Marcus Quintius Plancinus, (v.-90/80 - ap.-44), sénateur en -44;

### Sous le Principat

#### Quinctii Certi
Les Quinctii Certi sont originaire d'Aquilée, ils sont inscrits dans la tribu Velina.
- ? Quintius Certus, (v.30 - 69), chevalier romain en Corse, partisans d'Othon;
  - ? Caius (Quinctius Certus), (v.60 - ?);
    - Caius Quinctius Certus Publicius Marcellus, (v.80 - ap.134), consul suffect en 120, proconsul de Germanie Supérieur, proconsul de Syrie;